# 常同症
常同症（じょうどうしょう、英語: Stereotypy）または常同行動（じょうどうこうどう、英語: Stereotypical behavior）とは、反復的・儀式的な行動、姿勢、発声である。単純なもの（身体揺すりなど）から、複雑なもの（自己愛撫、足を重ねたり解いたりの繰り返し、特定方向への行進）などがありえる。常同症の原因についてはいくつかの仮定があり、またいくつかの治療法が存在する。薬物（覚せい剤など）の使用で誘発されることもある。
常同症は、自閉症においては英:Stimmingと呼ばれ、それは単一もしくは複数の感覚を自己刺激しているという仮説である。類似する用語には英:Pundingや英:Tweakerなどがあり、これはある種の薬物の副作用による”常同行動”を意味している。
これらは知的障害、自閉症スペクトラム（ASD）、遅発性ジスキネジア、常同運動障害 (Stereotypic movement disorder) などの人々に見られ、また研究ではある種の統合失調症患者にも見られると示されている。大部分の統合失調症の患者は、第二世代抗精神病薬（SGA）による治療中に強迫症状（OCS）が発現する。ドーパミン受容体パーシャルアゴニストのアリピプラゾールを自閉症児が使用した際にも見られる。
ミクログリアの数を一時的に減少させたマウスでは、他のマウスとの社会的接触の減少と同時に、毛づくろい行動の増加が見られ、強迫性障害（OCD）や自閉症スペクトラム疾患（ASD）のような疾患に見られる”繰り返し行動”との類似が示唆される。
前頭側頭型認知症（FTD）においても、”反復行動”と”常同行動”が神経学的に一般的である。前頭側頭葉変性症（FTLD）患者においては、半数以上(60%)に”常同症”が見られる。FTLD患者が常同症を発病するまでの期間は平均で2.1年であった。

## 治療
薬物療法と行動的介入が用いられる。
薬物療法では、抗精神病薬、抗うつ薬、非ベンゾジアゼピン系抗不安薬、抗てんかん薬の有効性が示唆されている。
行動的介入では、大まかに以下の三つの技法を用いた支援が行われる。
1. 先行介入：環境中の刺激をあらかじめ除去あるいは提示する。高い好みを示す刺激で、その刺激を獲得するための行動が常同運動と競合する刺激（例：おもちゃ、食べ物など）をクライエントの行動とは非随伴的に提示する、非随伴性強化 (NCR) が主に用いられる[11]。
2. 強化的介入：常同運動に替わる望ましい行動を強化することで、相対的に常同運動を減らす。常同運動と機能的に等価で適切な行動を強化する、代替行動分化強化 (DRA) が主に用いられる。常同運動が他者からの注目や物の入手などの報酬で維持されている場合は、報酬を得るのにより適応的なコミュニケーション行動を選択的に強化する[11]。
3. 弱化的介入：常同運動に随伴して倫理的に許容される範囲内で負荷をかけることで、直接的に常同運動を減らす。常同運動の生起に伴い「頭を触って」などの簡単な指示を出し、それに伴う負荷を弱化子として常同運動を減らす、反応妨害と再方向づけ (RIRD) などが主に用いられる[11]。